# Budai zsinagóga
A Budai zsinagóga egy tervben volt nagy méretű budapesti izraelita vallási épület, amelyre 1912-ben írtak ki pályázatot. A zsinagóga végül nem épült meg, és nem azonos a korábban és később Budán megépült zsinagógákkal.

## Története
1912-ben írtak ki pályázatot egy nagy méretű, 1400 főt befogadni képes zsinagóga megépítésére a mai Krisztina körút és a Széll Kálmán tér találkozásnál. A felhívást (többek között) a Budai Izraelita Hitközség Értesítője (1912. 1. sz.) közölte. Az építkezés költségét a Pesti Napló 1912. július 2-i száma 1 millió koronánál többre becsülte előzetesen.

## Ismert tervek
A pályázat jelentőségét mutatja, hogy arra nem kevesebb, mint 30 pályamunka érkezett be. A tervek készítői között szerepeltek ismert és kevésbé ismert budapesti és vidéki építészek is. Ezekből néhányat az Építő Iparban Magyar Vilmos mutatott be (1912. július 14.).
Képek az egyes tervekről:
- Lajta Béla
- Gondos Imre
- Löffler Samu Sándor és Löffler Béla
- Jónás Dávid és Jónás Zsigmond
- Leimdörfer Ármin – és Rácz Emil[5]
- Komor Marcell és Jakab Dezső

Egyéb pályázók (kép nem ismert): 
- Ágoston Emil,[6]
- Porgesz József,[7]
- Reiss Zoltán,[8]
- Baumhorn Lipót,[3]
- Scheiber Miklós és Földes Ede,[9]
- Haász Gyula és Málnai Béla,[9]
- Lossányi Béla,[9]
- Magyar Vilmos,[9]
- Medgyes Alajos,[9]
- Pollák Manó,[9]
- Quittner Zsigmond,[9]
- Schöntheil Richárd,[9]
- Dévai Nándor,[9]
- Vágó László és Vágó József.[9]

Az I. díjat Lajta Béla, a II.-at Gondos Imre, a III.-at a Löffler testvérek terve nyerte el. Az épület – akárcsak a Lipótvárosi zsinagóga – végül nem került kivitelezésre.
(Egy időben a pályázatok után elterjedt, hogy Franz Roeckle német építészt kívánják megbízni a munkálatokkal.)